# Greatest Hits 1970–2002
Greatest Hits 1970–2002 – podsumowujący całą karierę Eltona Johna album kompilacyjny, zawierający jego największe hity, które ukazały się do roku 2002. Był wydany równolegle z alternatywną wersją trzypłytową oraz z nieco inną wersją na rynek amerykański oraz brytyjski.
Wydawnictwo zadebiutowało na liście Billboard 200 na pozycji 12, 30 listopada 2002 roku. Album spędził w notowaniach 67 tygodni. Został nagrodzony złotą i platynową płytą 13 grudnia 2002, oraz podwójną platyną 5 marca 2003, a następnie potrójną platyną 2 sierpnia 2004 przez RIAA.
Była to pierwsza kompilacja Eltona Johna, od kiedy PolyGram, które współpracowało z muzykiem przed 1976 zostało sprzedane wytwórni Universal Music Group, która to współpracowała z nim po roku 1976. W okresie do 1992, prawa do nagrań Johna spotykały się z trudnościami gdyż lawirowały pomiędzy różnymi kompaniami. UMG jest obecnym ogólnoświatowym dystrybutorem praw do wszystkich nagrań Eltona Johna, które to prawa dzieli z samym pianistą.

## Lista utworów

### Wersja międzynarodowa

#### Dysk pierwszy
1. "Your Song"
2. "Tiny Dancer"
3. "Honky Cat"
4. "Rocket Man (I Think It’s Going to Be a Long, Long Time)"
5. "Crocodile Rock"
6. "Daniel"
7. "Saturday Night’s Alright for Fighting"
8. "Goodbye Yellow Brick Road"
9. "Candle in the Wind"
10. "Bennie and the Jets"
11. "Don’t Let the Sun Go Down on Me"
12. "The Bitch Is Back"
13. "Philadelphia Freedom"
14. "Someone Saved My Life Tonight"
15. "Island Girl"
16. "Don't Go Breaking My Heart" (with Kiki Dee)
17. "Sorry Seems to Be the Hardest Word"

#### Dysk drugi
1. "Blue Eyes"
2. "I’m Still Standing"
3. "I Guess That’s Why They Call It the Blues"
4. "Sad Songs (Say So Much)"
5. "Nikita"
6. "Sacrifice"
7. "The One"
8. "Kiss the Bride"
9. "Can You Feel the Love Tonight?"
10. "Circle of Life"
11. "Believe"
12. "Made in England"
13. "Something About the Way You Look Tonight"
14. "Written in the Stars" (with LeAnn Rimes)
15. "I Want Love"
16. "This Train Don’t Stop There Anymore"
17. "Song for Guy"

#### Dysk trzeci
1. "Levon"
2. "Border Song"
3. "Lucy in the Sky with Diamonds"
4. "Pinball Wizard"
5. "True Love" (with Kiki Dee)
6. "Live Like Horses" (with Luciano Pavarotti)
7. "I Don’t Wanna Go on with You Like That"
8. "Don’t Let the Sun Go Down on Me" (with George Michael)
9. "Your Song" (with Alessandro Safina)

### Wersja amerykańska

#### Dysk pierwszy
1. "Your Song"
2. "Levon"
3. "Tiny Dancer"
4. "Rocket Man (I Think It’s Going to Be a Long, Long Time)"
5. "Honky Cat"
6. "Crocodile Rock"
7. "Daniel"
8. "Saturday Night’s Alright for Fighting"
9. "Goodbye Yellow Brick Road"
10. "Candle in the Wind"
11. "Bennie and the Jets"
12. "Don’t Let the Sun Go Down on Me"
13. "The Bitch Is Back"
14. "Philadelphia Freedom"
15. "Someone Saved My Life Tonight"
16. "Island Girl"
17. "Sorry Seems to Be the Hardest Word"

#### Dysk drugi
1. "Don't Go Breaking My Heart" (with Kiki Dee)
2. "Little Jeannie"
3. "I’m Still Standing"
4. "I Guess That’s Why They Call It the Blues"
5. "Sad Songs (Say So Much)"
6. "I Don’t Wanna Go on with You Like That"
7. "Nikita"
8. "Sacrifice"
9. "The One"
10. "Can You Feel the Love Tonight?"
11. "Circle of Life"
12. "Believe"
13. "Blessed"
14. "Something About the Way You Look Tonight"
15. "Written in the Stars" (with LeAnn Rimes)
16. "I Want Love"
17. "This Train Don’t Stop There Anymore"

#### Dysk trzeci
1. "Candle in the Wind" (live)
2. "Don’t Let the Sun Go Down on Me" (with George Michael)
3. "Live Like Horses" (with Luciano Pavarotti)
4. "Your Song" (with Alessandro Safina)